# Hermanos Safdie
Josh Safdie (Nueva York, 3 de abril de 1984) y Benny Safdie Nueva York, 24 de febrero de 1986), conocidos profesionalmente como hermanos Safdie (Safdie brothers), son un dúo de cineastas y actores independientes estadounidense. Entre sus trabajos destacan Good Time (2017) con Robert Pattinson y Diamantes en bruto (2019) con Adam Sandler. Son sobrinos del arquitecto canadiense Moshe Safdie.

## Trayectoria
Además de escribir, dirigir y actuar en sus películas, Josh y Benny también son responsables de otras funciones en las obras, incluida la edición, rodaje, mezcla de sonido y producción. El dúo trabaja constantemente con el actor estadounidense Ronald Bronstein, quien coescribió, editó e intervino en todas sus producciones, comenzando con la película Daddy Longlegs, estrenada en 2009. Otros colaboradores recurrentes son el compositor Oneohtrix Point Never y el director de fotografía Sean Price Williams.

## Películas

### Dirección
- 2008 : The Acquaintances of a Lonely John (únicamente Benny Safdie)
- 2008 : The Pleasure of Being Robbed (únicamente Josh Safdie)
- 2009 : Lenny and the Kids
- 2010 : John's Gone (cortometraje)
- 2011 : The Black Balloon (cortometraje)
- 2014 : Heaven Knows What (Mad Love in New York)
- 2017 : Good Time
- 2019 : Marcy Me de Jay-Z (videoclip)
- 2019 : Diamantes en bruto
- 2020 : Goldman v Silverman (cortometraje)